# 大津地方裁判所
大津地方裁判所（おおつちほうさいばんしょ）は、滋賀県大津市にある日本の地方裁判所の一つで、滋賀県を管轄している。略称は、大津地裁（おおつちさい）。彦根、長浜に支部を置いている。

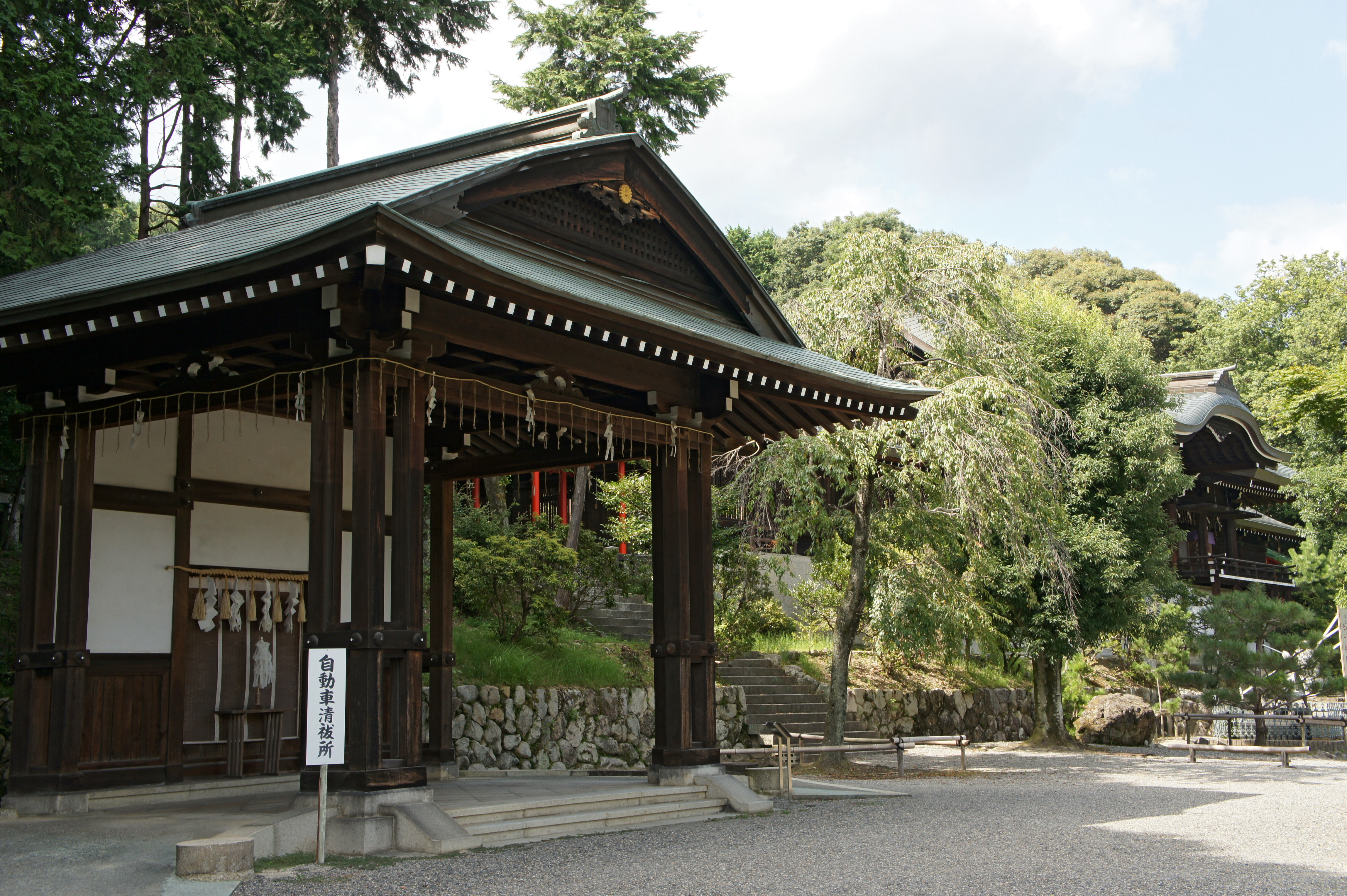
大津事件公判当時の旧本館車寄せ（明治23年築、近江神宮境内に移築）

滋賀県を管轄しており、大津市に置かれている本庁のほか、彦根市、長浜市の2市に地方裁判所および家庭裁判所の支部が設置されている。さらに、前述の3箇所にくわえ高島市、甲賀市、東近江市の3箇所を加えた6箇所に簡易裁判所が設置されている。また、大津、彦根、長浜の3つの検察審査会も設置されている。

## 所在地
- 本庁：滋賀県大津市京町3丁目1-2　北緯35度0分17秒 東経135度51分59秒 / 北緯35.00472度 東経135.86639度
JR東海道線大津駅 北側琵琶湖方面へ徒歩3分
- 彦根支部：滋賀県彦根市駅東町1-13　北緯35度16分24.1秒 東経136度15分7.9秒 / 北緯35.273361度 東経136.252194度
JR東海道線, 近江鉄道近江鉄道本線彦根駅　東南側国道8号方面へ徒歩5分
- 長浜支部：滋賀県長浜市南呉服町6-22　北緯35度22分51.8秒 東経136度15分53.2秒 / 北緯35.381056度 東経136.264778度
JR北陸線長浜駅　北方向へ徒歩5分

## 管轄
本庁
- 大津市、草津市、守山市、栗東市、甲賀市、野洲市、湖南市、高島市

彦根支部
- 彦根市、近江八幡市、東近江市、蒲生郡日野町、竜王町、愛知郡愛荘町、犬上郡豊郷町、甲良町、多賀町

長浜支部
- 長浜市、米原市

※ただし、行政事件および各支部の合議事件、少年事件は本庁で取り扱う。

### 管内の簡易裁判所

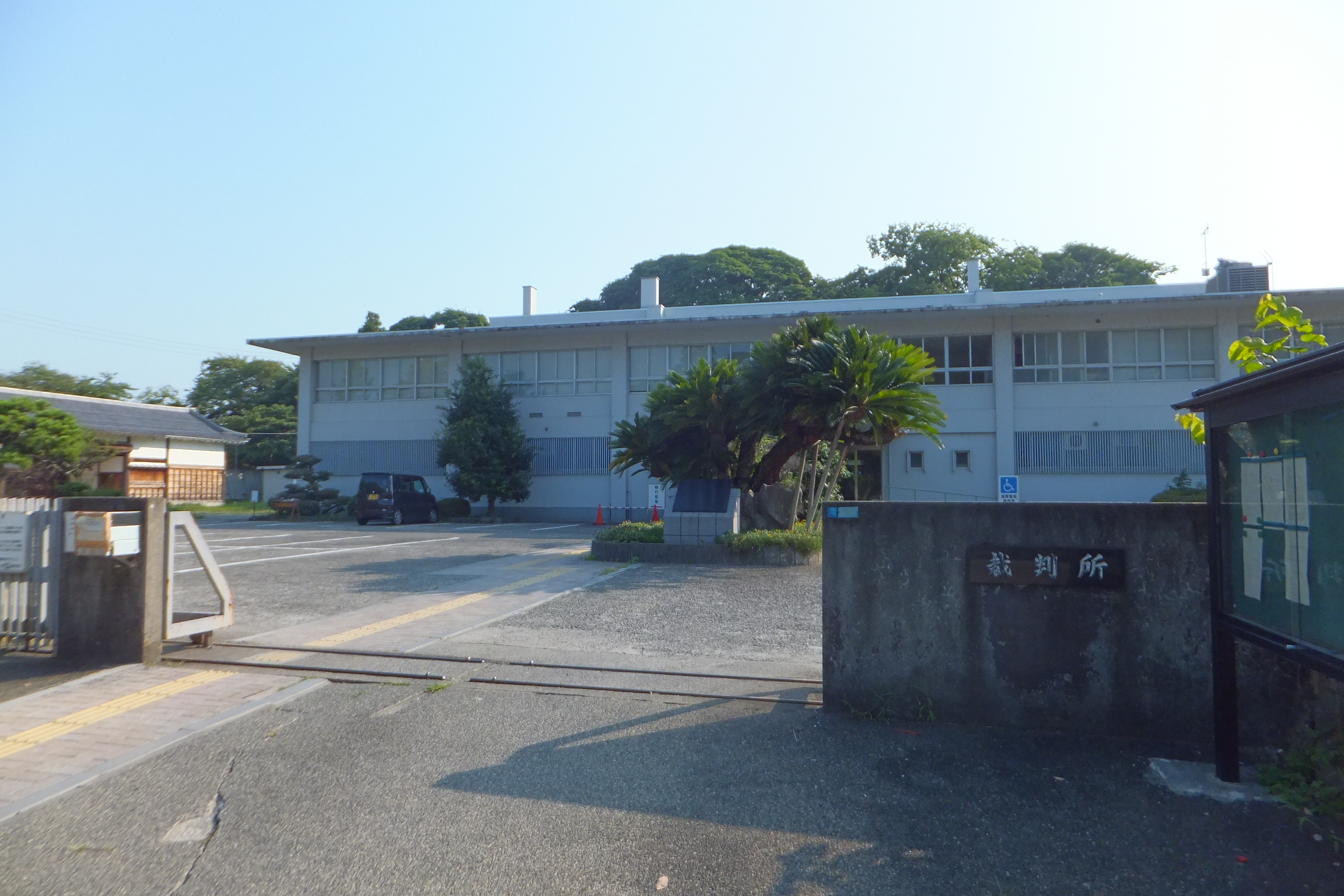
移転前の彦根簡易裁判所

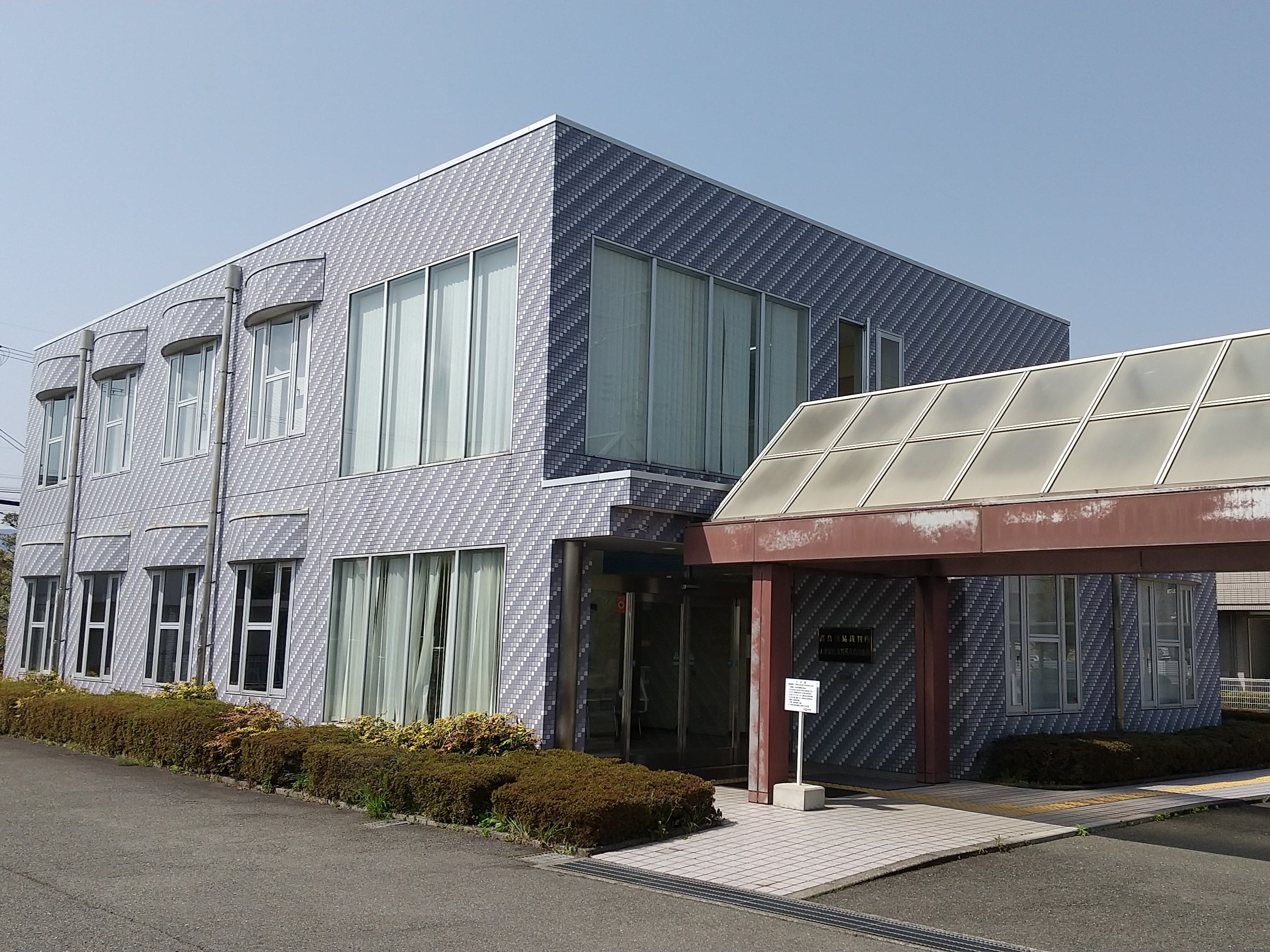
高島簡易裁判所

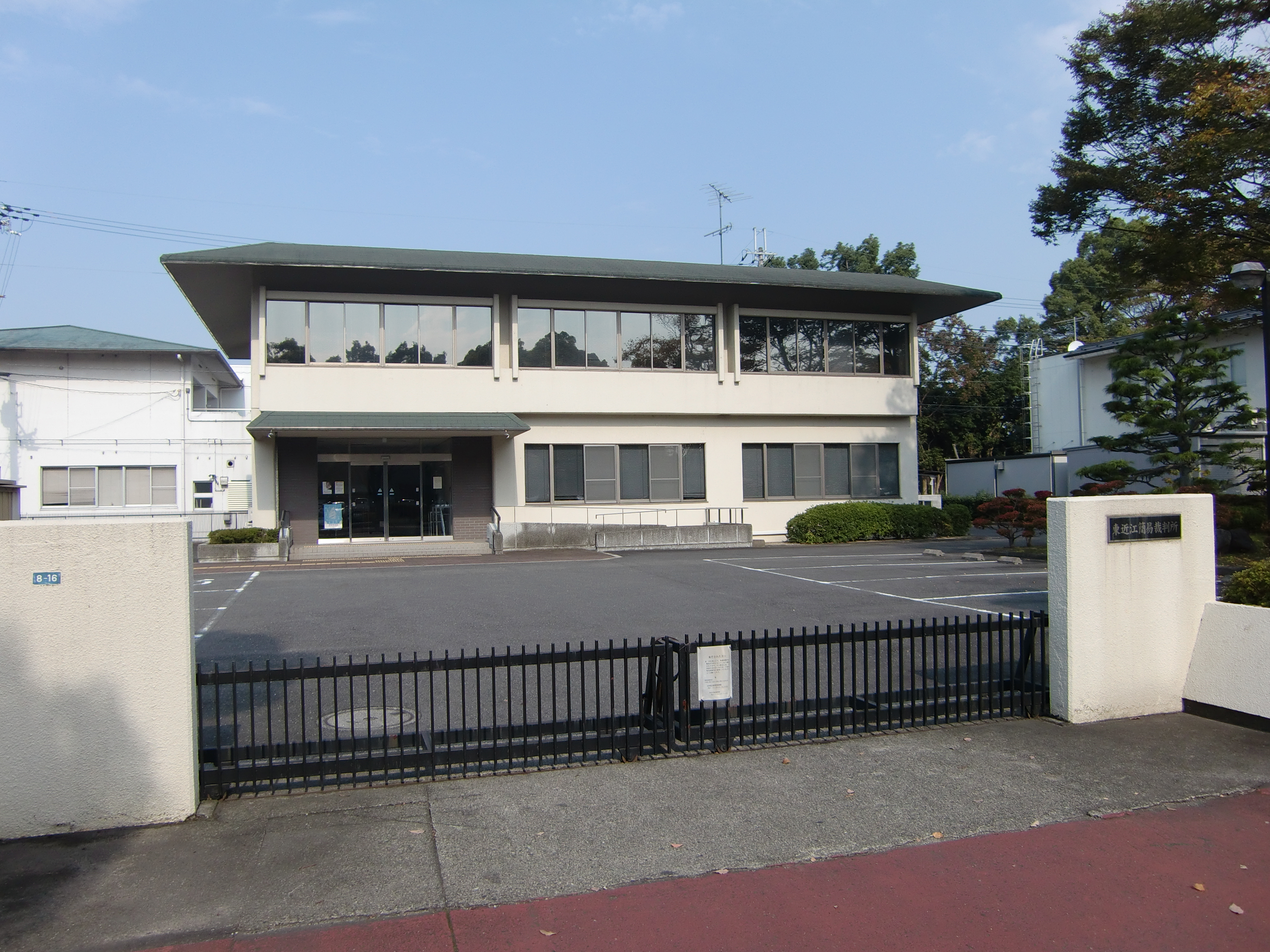
東近江簡易裁判所

- 大津簡易裁判所 - 本庁内に設置（管轄:大津市・草津市・守山市・栗東市・野洲市）
- 彦根簡易裁判所 - 彦根支部に設置（管轄:彦根市・犬上郡・愛知郡)
- 高島簡易裁判所 - 滋賀県高島市今津町住吉1-3-8 （高島市）
- 甲賀簡易裁判所 - 滋賀県甲賀市水口町水口5675-1（甲賀市・湖南市）※2004年(平成16年)に水口簡易裁判所から改称された。
- 東近江簡易裁判所 - 滋賀県東近江市八日市緑町8-16　（東近江市・近江八幡市・蒲生郡）※2005年に八日市簡易裁判所から改称された。
- 長浜簡易裁判所 - 長浜支部に設置（長浜市・米原市）

## 歴代所長
任期の後ろは後職
- 富越和厚（2003年4月1日 - 2004年3月31日 静岡地方裁判所所長）
- 重吉孝一郎（2004年4月1日 - 2005年2月28日 依願退官）
- 大谷禎男（2005年3月1日 - 2006年12月 東京高等裁判所部総括判事）
- 湯川哲嗣（2006年12月 - 2008年7月 大阪高等裁判所部総括判事）
- 飯田喜信（2008年7月 - 2010年6月 東京高等裁判所部総括判事）
- 柴田寛之（2010年6月 - 2012年8月 名古屋家庭裁判所所長）
- 森宏司（2012年8月 - 2014年1月 大阪高等裁判所部総括判事）
- 川神裕（2014年1月 - 2015年2月 東京高等裁判所部総括判事）
- 西田真基（2015年2月 - 2016年3月 大阪高等裁判所部総括判事[1]）
- 大鷹一郎（2016年3月 - 2018年5月 知的財産高等裁判所部総括判事[2]）
- 西川知一郎（2018年5月 - 2019年5月 大阪高等裁判所部総括判事[3]）
- 瀧華聡之（2019年5月 - 2021年6月 定年退官[4]）
- 冨田一彦（2021年6月 - 2022年8月 大阪高等裁判所部総括判事[5]）
- 西田隆裕（2022年8月 - [6]）